# Mierzwice Kolonia (gromada)
Mierzwice Kolonia (początkowo Mierzwice kolonia) – dawna gromada, czyli najmniejsza jednostka podziału terytorialnego Polskiej Rzeczypospolitej Ludowej w latach 1954–1972.
Gromady, z gromadzkimi radami narodowymi (GRN) jako organami władzy najniższego stopnia na wsi, funkcjonowały od reformy reorganizującej administrację wiejską przeprowadzonej jesienią 1954 do momentu ich zniesienia z dniem 1 stycznia 1973, tym samym wypierając organizację gminną w latach 1954–1972.
Gromadę Mierzwice kolonia (pisownia bez łącznika, "kolonia" od małej litery) z siedzibą GRN w Mierzwicach kolonii (w obecnym brzmieniu Mierzwice-Kolonia, alt. Fronołów) utworzono – jako jedną z 8759 gromad – w powiecie siedleckim w woj. warszawskim, na mocy uchwały nr VI/10/18/54 WRN w Warszawie z dnia 5 października 1954. W skład jednostki weszły obszary dotychczasowych gromad Bużka, Kózki, Mierzwice kolonia, Mierzwice Nowe i Mierzwice Stare ze zniesionej gminy Sarnaki w tymże powiecie. Dla gromady ustalono 9 członków gromadzkiej rady narodowej.
1 stycznia 1956 gromada weszła w skład nowo utworzonego powiatu łosickiego w tymże województwie.
Gromadę zniesiono 31 grudnia 1959, a jej obszar włączono do gromady Sarnaki w tymże powiecie.